# Metopoplax
Metopoplax is een geslacht van wantsen uit de familie bodemwantsen (Lygaeidae). Het geslacht werd voor het eerst wetenschappelijk beschreven door Franz Xaver Fieber in 1860.

## Soorten
Het genus bevat de volgende soorten:

- Metopoplax ditomoides (A. Costa, 1847)
- Metopoplax fuscinervis Stål, 1872
- Metopoplax origani (Kolenati, 1845)